# انایمیلاگرام
انایمیلاگرام (به انگلیسی: Anaimelagaram) یک منطقهٔ مسکونی در هند است که در تامیل نادو واقع شده‌است.

## خصوصیات
انایمیلاگرام ۱٬۷۹۲ نفر جمعیت دارد.